# 欲しがりません勝つまでは
『欲しがりません勝つまでは』は、1977年に発売された田辺聖子の自叙伝。またそれを原作とする1979年のNHKのテレビドラマ。タイトルは戦時中の有名な標語にちなむ。

## 概要
サブタイトルは「私の終戦まで」。軍国少女になってしまった13歳の田辺聖子を通して戦争について描く。

## 書誌情報
- 『欲しがりません勝つまでは 私の終戦まで』（ポプラ社、1977年）
- 『欲しがりません勝つまでは 私の終戦まで』（新潮文庫、1981年）
- 『欲しがりません勝つまでは 私の終戦まで』（ポプラ・ノンフィクションBOOKS、1997年）
- 『欲しがりません勝つまでは』（ポプラ文庫、2009年）

## テレビドラマ

### 概要
銀河テレビ小説枠で放送された。
- 放送日：1979年9月24日（月） - 10月19日（金）、20 回　毎週月 - 金曜日放送（祝日含む）

### 出演
- 武田トキコ - 藤山直美[1]
- 高森和子
- 山田吾一
- 中村鴈治郎
- 徳田尚美
- 佐久間宏則
- 大場 - 奈三恭子
- 船本 - 森下愛子
- 千秋実
- 片岡愛之助[2]

ほか

### スタッフ
- 原作 - 田辺聖子『欲しがりません勝つまでは 私の終戦まで』（ポプラ社、1977年）
- 脚本 - 杉山義法